# Градски стадион у Манчестеру
Градски стадион у Манчестеру (енгл. City of Manchester Stadium) фудбалски је стадион који се налази у Манчестеру и на коме игра ФК Манчестер сити. Стадион носи и назив Итихад (унија), због вишемилионског спонзорског уговора.